# Impulsion électromagnétique nucléaire

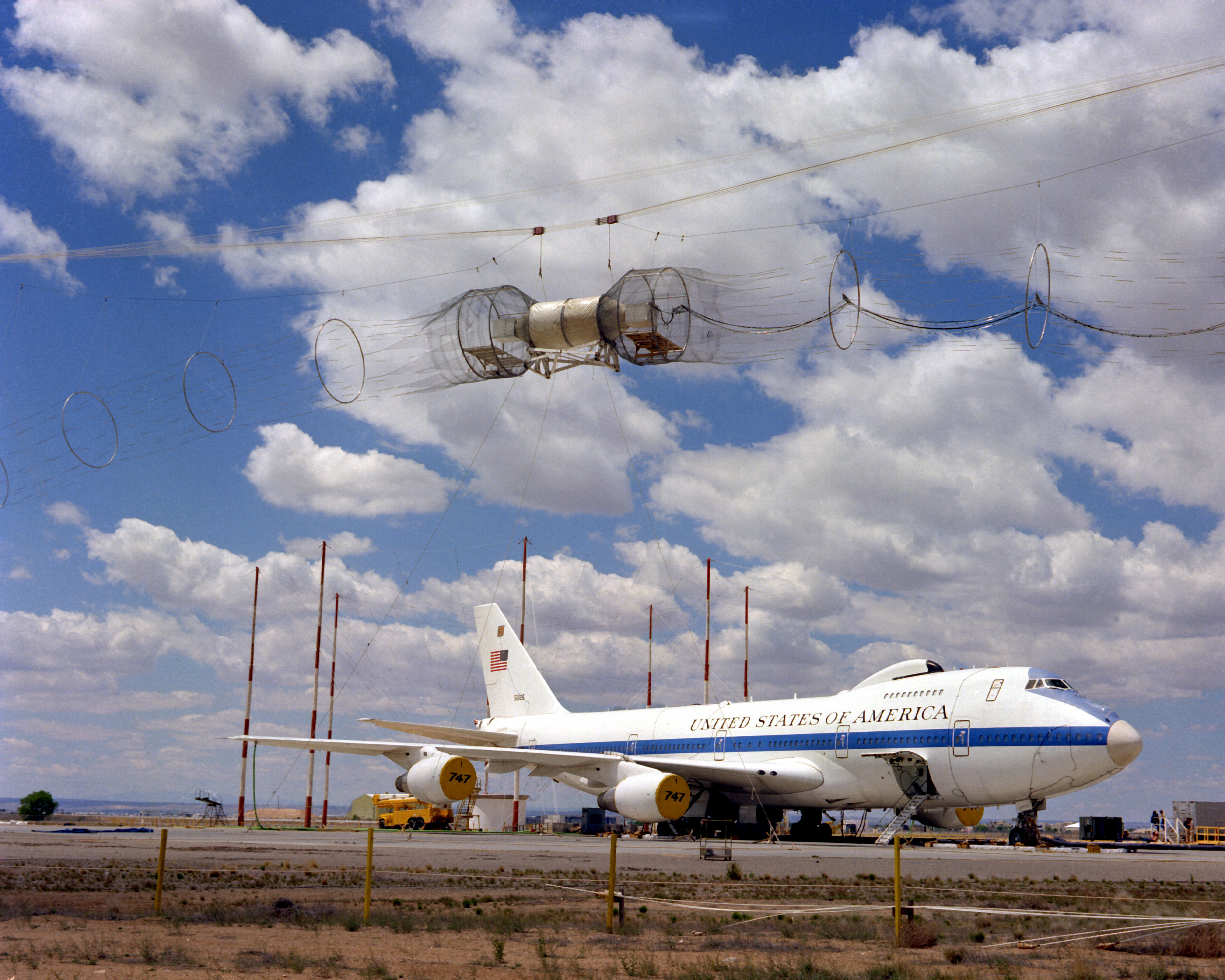
Un Boeing E-4 (une version du Boeing 747 transformé en poste de commandement pour le Strategic Air Command) subissant une simulation d'impulsion électromagnétique.

Une impulsion électromagnétique nucléaire (IEMN), également connue sous le nom NEMP (de l'anglais nuclear electromagnetic pulse) est une émission d'ondes électromagnétiques brève et de très forte amplitude qui peut détruire de nombreux appareils électriques et électroniques (reliés au courant et non protégés) et brouiller les télécommunications. Les conséquences d'une telle impulsion sur une zone habitée pourraient être dévastatrices, surtout dans les pays développés.
Ce type d'impulsion a été découvert en 1945, lors d'essais nucléaires américains, en tant qu'effet secondaire d'une bombe atomique. Depuis, elle est devenue une arme à part entière.
Les effets d'une IEMN dépendent de nombreux facteurs notamment de l'altitude à laquelle la bombe va exploser et de sa puissance. Une bombe qui explose à haute altitude (IEM-HA ou HEMP en anglais) provoque une IEM bien plus étendue qu'une explosion près du sol.
Il existe aussi des impulsions électromagnétiques d'origine naturelle, provoquées par le Soleil ou par la foudre, qui sont assimilées aux IEM d'origine nucléaire, mais qui n'ont pas exactement les mêmes caractéristiques, ni exactement les mêmes effets.
Les applications des IEMN sont surtout militaires, mais plusieurs usages industriels ont aussi été découverts.
L'IEMN n'est pas une nouvelle sorte d'arme. Elle est connue depuis 1945. Les caractéristiques uniques des IEM nucléaires de haute altitude sont connues depuis 1962, mais la diffusion des données est restreinte. La France, à la suite d'une erreur d'appréciation scientifique du CEA dans les années 1960, ne le prit réellement en compte dans la protection de ses systèmes d'armes qu'à la fin des années 1970. Les scientifiques français, à la différence de leurs homologues russes et américains, avaient conclu que les rayonnements issus de l'IEMN s'annulaient au-delà de 20 km d'altitude.

## Histoire
Le fait qu'une explosion nucléaire produise une impulsion électromagnétique était connu dès les premiers essais d'armes nucléaires. L'ampleur de cette impulsion et l'importance de ses effets, en revanche, n'ont été compris que bien plus tard.
Lors du premier essai nucléaire des États-Unis le 16 juillet 1945, l'équipement électronique a été protégé en raison de la prévision d'Enrico Fermi d'une impulsion électromagnétique due à la détonation. D'après l'histoire officielle, « toutes les lignes de signaux ont été complètement blindées, dans de nombreux cas doublement blindées. Malgré tout de nombreux enregistrements ont été perdus à cause du ramassage parasite au moment de l'explosion qui a paralysé l'équipement d'enregistrement.» Pendant les essais nucléaires britanniques de 1952-1953, il y a eu des défaillances qui ont été attribuées à un "radioflash", qui était alors le terme britannique pour IEM,.
Les tests nucléaires de haute altitude de 1962, tels que décrits ci-dessous, ont approfondi la compréhension des IEM et ont permis à la communauté scientifique de prendre conscience de l'importance du problème, notamment grâce à une série de trois articles publiés à propos des impulsions électromagnétiques nucléaires en 1981 par William J. Broad dans la revue hebdomadaire Science,,.

### Starfish Prime
En juillet 1962, les essais nucléaires des États-Unis dans l'espace (1,44 mégatonne ou 6,0 PJ), à 400 km au-dessus du milieu de l'océan Pacifique, ont été appelés Starfish Prime. Ils ont démontré que l'ampleur et les effets d'une explosion nucléaire en haute altitude étaient beaucoup plus importants que ce qui avait été calculé précédemment. Les essais de Starfish Prime sont également connus du grand public pour avoir causé des dommages électriques à Hawaï, à 1 445 km du point de détonation, éteignant environ 300 lampadaires, déclenchant les alarmes antivol et endommageant les communications par micro-ondes d'une compagnie de téléphone.
Starfish Prime était le premier essai réussi de la série d'essais nucléaires à haute altitude menés par les États-Unis au cours de l'année 1962 sous le nom d’opération Fishbowl. Les essais suivants, Bluegill Triple Prime et Kingfish, ont finalement fourni assez de données sur les IEM pour permettre aux physiciens d'identifier avec précision les mécanismes physiques à l'origine de ces impulsions.
Les dégâts de l'IEM de Starfish Prime ont été rapidement réparés en raison de la robustesse (par rapport à aujourd'hui) de l'infrastructure électrique et électronique d’Hawaï en 1962.
L'ampleur relativement faible de l'IEM de Starfish Prime à Hawaï (environ 5 600 volts/mètre) et le montant relativement faible des dommages causés (par exemple, seulement 1 à 3 % des lampadaires éteints) a conduit certains scientifiques à sous-estimer l'ampleur du problème. De nouveaux calculs ont montré que si l'ogive de Starfish Prime avait explosé sur le nord des États-Unis, l'ampleur de l'IEM aurait été beaucoup plus importante (22 à 30 kilovolts par mètre) en raison de la plus grande force du champ magnétique terrestre au-dessus des États-Unis, ainsi que de son orientation différente dans les hautes latitudes.

### Essai soviétique 184
En 1962, l'Union soviétique a également effectué une série de 3 essais nucléaires dans l'espace au-dessus du Kazakhstan, qui étaient les derniers de la série intitulée Projet K. Bien que ces ogives aient été beaucoup plus petites (300 kilotonnes, soit 1,3 PJ) que celles de Starfish Prime, étant donné que ces tests ont été effectués sur une grande masse de terre peuplée (et aussi à un endroit où le champ magnétique de la Terre était plus important), les dommages causés par l'IEM résultante ont dû être beaucoup plus importants. L'impulsion E3, qui agit comme un orage magnétique, a même induit une hausse du courant électrique dans une grande ligne électrique souterraine qui a causé un incendie dans la centrale électrique de la ville de Karaganda. Après l'effondrement de l'Union soviétique, le niveau de ces dommages a été communiqué de manière informelle à des scientifiques aux États-Unis,,.

### Scénario d'une guerre Israël/Iran
Le 9 septembre 2012, selon le Sunday Times repris par d'autres sources, Israël songerait à lancer une frappe IEM contre l'Iran afin de paralyser l'ensemble de ses réseaux de transports et de communication et ainsi mettre un terme à son programme nucléaire. Une telle frappe pourrait renvoyer l'Iran à l'« âge de pierre » selon les experts de défense américains.

## Fonctionnement

### Particularité des IEM nucléaires
Une IEM d'origine nucléaire, contrairement aux autres impulsions électromagnétiques, est composée de trois impulsions différentes définies par la Commission électrotechnique internationale.
Les trois composantes d'une IEM nucléaire sont appelées E1, E2 et E3.

#### E1

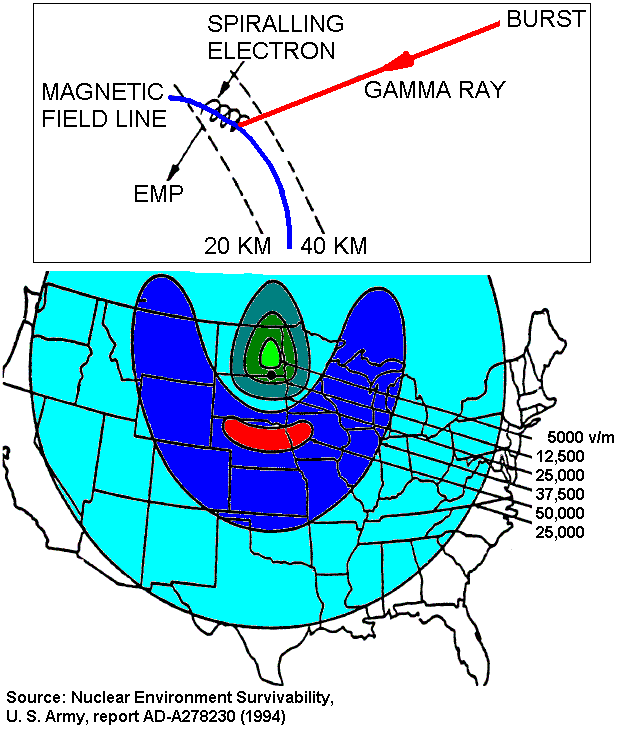
Mécanisme d'une IEM à 400 km d'altitude sur les États-Unis : les rayons gamma frappent l'atmosphère entre les altitudes de 20 et 40 km, et éjectent des électrons qui sont ensuite déviés sur le côté par le champ magnétique terrestre. Cela permet le rayonnement des électrons de l'IEM sur une surface massive. En raison de la courbure et de l'inclinaison vers le bas du champ magnétique terrestre au-dessus des États-Unis, l'IEM maximale se produit au sud de la détonation et la minimale au nord.

L'impulsion E1 est la plus rapide de l'IEM nucléaire. C'est un champ électromagnétique très bref mais très intense qui peut provoquer des tensions très élevées dans les composants électriques qui dépassent alors leur tension de claquage et grillent. Elle peut détruire les ordinateurs et les équipements de communication et elle change trop vite pour que les parafoudres ordinaires puissent fournir une protection efficace contre elle.
E1 est produit lorsque les rayons gamma de l'explosion nucléaire éjectent les électrons hors des atomes dans l'atmosphère supérieure. Les électrons commencent à voyager généralement vers le bas à une vitesse relativiste (plus de 90 % de la vitesse de la lumière). En l'absence de champ magnétique, il se produirait une large impulsion verticale sur toute la surface touchée. Mais le champ magnétique terrestre agit sur le flux d'électrons pour changer sa direction perpendiculairement, ce qui provoque une très grande, mais très brève, impulsion électromagnétique sur la zone touchée,.

#### E2
E2 est produite par des rayons gamma dispersés et des rayons gamma inélastiques produits par les neutrons des armes. E2 est un "temps intermédiaire" de l'impulsion qui dure de 1 microseconde à 1 seconde. Elle a de nombreuses similitudes avec la foudre, bien que l'impulsion électromagnétique induite par un éclair soit considérablement plus puissante que l'impulsion E2 d'une IEM nucléaire. En raison de l'utilisation répandue de technologies de protection contre la foudre, E2 est généralement considérée comme celle dont il est le plus facile de se protéger.
Selon la Commission des États-Unis sur les IEM, le principal problème potentiel avec E2 est le fait qu'il suit immédiatement E1, qui peut avoir endommagé les dispositifs qui protègent normalement contre E2.

#### E3
E3 est très différente des deux autres impulsions majeures d'une IEM nucléaire. C'est une impulsion très lente, qui peut durer des dizaines ou même des centaines de secondes. Elle est provoquée par le déplacement du champ magnétique terrestre de son emplacement habituel, causé par l'explosion nucléaire, puis par son retour à la normale. E3 a des similitudes avec une tempête géomagnétique provoquée par une sévère poussée solaire,. Comme une tempête géomagnétique, E3 peut produire des courants géomagnétiques induits dans les grands conducteurs électriques, qui peuvent ensuite endommager les composants tels que des transformateurs de puissance en ligne.

### Facteurs d'efficacité
Plusieurs facteurs importants influencent l'efficacité d'une arme à IEM :
- L'altitude de l'arme ;
- Le rendement de l'arme ;
- La distance entre l'arme et la cible ;
- Les caractéristiques géographiques ;
- La force locale du champ magnétique terrestre.

#### Altitude

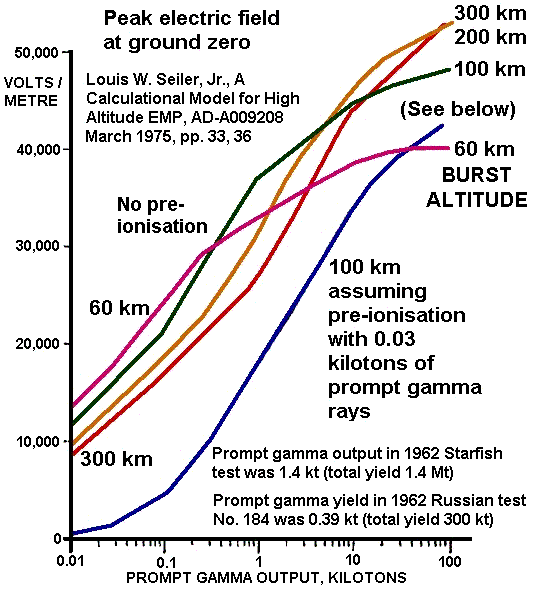
Comment la pointe de l'IEM varie sur le terrain selon le rendement de l'arme et son altitude d'éclatement. Le rendement est ici la production rapide de rayons gamma mesurée en kilotonnes. Elle varie de 0,115 à 0,5 % du rendement total de l'arme, selon la conception. Le rendement total de 1.4 Mt de Starfish Prime, en 1962, eu une production de gammas de 0,1 %, donc 1.4 kt de rayons gamma prompts. (Courbe bleue : La "pré-ionisation" s'applique à certains types d'armes thermonucléaires, lorsque les rayons gamma et les rayons X de l'étape de fission primaire vont ioniser l'atmosphère et la rendre électriquement conductrice avant l'impulsion principale du stade thermonucléaire. Cette "pré-ionisation" dans certaines situations peut littéralement court-circuiter l'IEM finale, en permettant à un courant de conduction de s'opposer immédiatement au courant d'électrons de l'effet Compton),.

Selon une annonce internet publiée par la Federation of American Scientists :
A high-altitude nuclear detonation produces an immediate flux of gamma rays from the nuclear reactions within the device. These photons in turn produce high energy free electrons by Compton scattering at altitudes between (roughly) 20 and 40 km. These electrons are then trapped in the Earth's magnetic field, giving rise to an oscillating electric current. This current is asymmetric in general and gives rise to a rapidly rising radiated electromagnetic field called an electromagnetic pulse (EMP). Because the electrons are trapped essentially simultaneously, a very large electromagnetic source radiates coherently.
The pulse can easily span continent-sized areas, and this radiation can affect systems on land, sea, and air. The first recorded EMP incident accompanied a high-altitude nuclear test over the South Pacific and resulted in power system failures as far away as Hawaii. A large device detonated at 400–500 km (250 to 312 miles) over Kansas would affect all of the continental U.S. The signal from such an event extends to the visual horizon as seen from the burst point.

Ainsi, pour que l'équipement soit affecté, l'arme doit être au-dessus de l'horizon visuel.
L'altitude indiquée ci-dessus est supérieure à celle de la Station spatiale internationale (entre 350 et 400 km) et de nombreux satellites en orbite basse. De grandes armes pourraient avoir un impact dramatique sur l'exploitation des satellites et des communications, comme au cours des essais de 1962. Les effets néfastes sur les satellites en orbite sont généralement dus à d'autres facteurs que les IEM. Dans le test nucléaire de Starfish Prime, la plupart des dégâts subis par les satellites étaient dus aux dommages causés aux panneaux solaires ainsi qu'aux ceintures de radiations créées par l'explosion nucléaire à haute altitude.
- de 0 à 4 000 mètres, l’effet est dévastateur pour les infrastructures électriques et de télécommunication. Les distances parcourues sont relativement courtes mais la puissance est très importante et l’effet quasi général ;
- de 4 000 mètres à 30 kilomètres, l’effet est plus limité qu’à des altitudes supérieures ou inférieures car l’atmosphère absorbe le rayonnement. Il y a donc peu ou pas d’effets secondaires à l’explosion ;
- au-dessus de 30 kilomètres, l’effet est dévastateur pour les infrastructures électriques et de télécommunication sur de très longues distances. C’est l’altitude optimale d’explosion pour infliger un maximum de dégâts.

Une explosion nucléaire dans l'espace profond et non pas dans un fort champ magnétique planétaire serait inefficace pour produire des IEM.
Au-delà d'une certaine altitude, une arme nucléaire ne produira aucun IEM, étant donné que les rayons gamma auront eu une distance suffisante pour se disperser. Dans l'espace profond ou sur les planètes qui n'ont pas de champ magnétique (sur la Lune ou sur Mars, par exemple), il y aura peu ou pas d'IEM. Ceci a des implications pour certains types de moteurs-fusées nucléaires, tels que le Projet Orion.

#### Rendement
Le rendement typique des armes nucléaires utilisées lors de la planification d'attaques d'IEM pendant la guerre froide était de l'ordre de 1 à 10 mégatonnes (de 4,2 à 42 PJ). C'est environ 50 à 500 fois la taille des armes utilisées à Hiroshima et à Nagasaki. Des physiciens ont témoigné lors des audiences du Congrès des États-Unis, cependant, que les armes avec des rendements de 10 kilotonnes (42 TJ) ou moins pouvaient produire des IEM de grande importance,.
L'impulsion E3 d'une IEM nucléaire, qui produit des courants géomagnétiques induits dans de très longs conducteurs électriques, est à peu près proportionnelle à la production énergétique totale de l'arme ; les autres impulsions sont moins susceptibles d'être dépendantes du rendement énergétique de celle-ci. E1, en particulier, est proportionnelle à la production de rayons gamma, mais la puissance de l'IEM peut être fortement affectée si plus d'un éclat de rayons gamma se produit dans un court laps de temps. Les grandes armes thermonucléaires produisent des rendements énergétiques de grande envergure à travers un processus en plusieurs étapes. Ce processus dure une fraction de seconde, mais exige néanmoins une longueur finie de temps. La première réaction de fission a généralement un rendement relativement faible, et les rayons gamma produits par cette première étape vont pré-ioniser les molécules atmosphériques dans la stratosphère, ce qui empêche l'arme thermonucléaire de produire une forte impulsion E1,.

#### Distance avec la cible
Un aspect important de l'IEM nucléaire est que tous les composants de l'impulsion électromagnétique sont produits en dehors de l'arme.
Pour une explosion nucléaire à haute altitude, cela signifie qu'une grande partie de l'IEM est produite à une grande distance de la détonation (là où le rayonnement gamma émis par l'explosion frappe la haute atmosphère). Le champ électrique de l'IEM est donc remarquablement uniforme sur toute la région affectée.

## Dans la fiction
Depuis les années 1980, les IEM ont une présence significative dans la fiction.
Les médias populaires décrivent souvent les effets d'une IEM de manière incorrecte, provoquant des malentendus parmi le public et même parmi les professionnels. Des efforts officiels ont été déployés aux États-Unis pour réfuter ces idées fausses.
L'Air Force Space Command des États-Unis a demandé au professeur de science Bill Nye de réaliser une vidéo pour l'Armée de l'air appelé Hollywood vs EMP, de sorte que les personnes rencontrant de vrais IEM ne soient pas perturbés par le cinéma de fiction. Cette vidéo n'est pas disponible pour le grand public.